# Zebromyia ornata
Zebromyia ornata är en tvåvingeart som först beskrevs av Macquart 1851.  Zebromyia ornata ingår i släktet Zebromyia och familjen parasitflugor. Inga underarter finns listade i Catalogue of Life.